# Bob Pettit
Robert E. Lee Pettit Jr. (* 12. Dezember 1932 in Baton Rouge, Louisiana) ist ein ehemaliger US-amerikanischer Basketballspieler. Zwischen 1954 und 1965 spielte er in der NBA für die Mannschaft der Milwaukee Hawks/Saint Louis Hawks, mit der er eine Meisterschaft 1958 gewann. Pettit war in seiner NBA-Karriere unter anderem 2× Most Valuable Player (MVP) und 11× NBA-All-Star. Zudem führte er die Liga zweimal in Punkten- und einmal im Rebounding an. 1971 wurde er in die Naismith Memorial Basketball Hall of Fame aufgenommen.

## Karriere

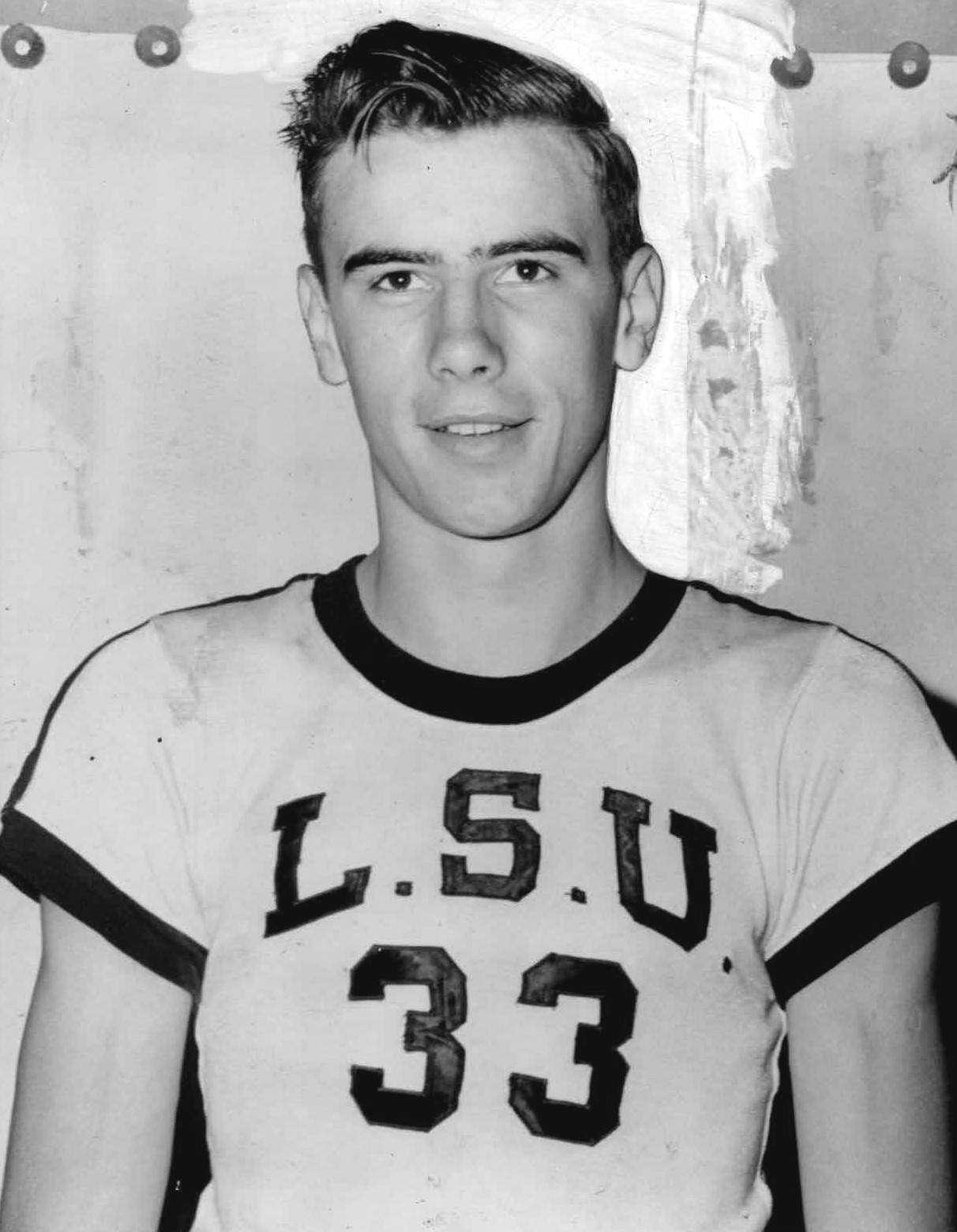
Bob Pettit (1951)

Obwohl Pettit „nur“ 2,06 Meter groß und 93 Kilogramm leicht war, hatte er auf der Louisiana State University ausschließlich auf der Position des Center gespielt. Als er 1954 von den Hawks gedraftet wurde, zweifelten NBA-Beobachter, ob der für NBA-Verhältnisse kleingewachsene und leichtgewichtige Cousin von Frank Brian als Center bestehen könne.
Pettit strafte alle Zweifler Lügen und wurde nach einer starken Debütsaison (20,4 Punkte und 13,8 Rebounds pro Spiel) 1955 zum Rookie of the Year gewählt. Er beeindruckte durch seine Fähigkeit, zum Korb zu ziehen und Fouls zu provozieren: in sieben seiner zehn NBA-Jahre warf er 10 und mehr Freiwürfe pro Spiel. Dies ist besonders bemerkenswert, da zu seiner Zeit diverse Fouls nur mit einem statt heute durchgehend mit zwei Freiwürfen bestraft wurden.
1956 spielte Pettit eine weitere herausragende Saison (25,7 ppg; 16,2 rpg) und gewann den ersten NBA Most Valuable Player Award der NBA-Geschichte. Trotzdem blieben die Hawks im Tabellenkeller, bis sie 1956/57 die Draftrechte an Bill Russell gegen Center Ed Macauley und Forward Cliff Hagan tauschten. Mit Macauley als Center konnte Pettit endlich auf seine Wunschposition Power Forward rücken.
Die Hawks gelangten bis in die NBA-Finals 1957 und verloren unglücklich mit 3:4 gegen die Boston Celtics, wobei Spiel 7 in die Verlängerung ging. 1958 gewannen die Hawks in der Neuauflage der Finals mit 4:2 gegen die Celtics, wobei Pettit im entscheidenden Spiel 6 ein 50-Punkte-Spiel gelang und er St. Louis zu ihrem ersten und einzigen Titel führte. 1959 wurde Pettit zum zweiten Mal zum MVP gewählt und führte die Hawks 1960 und 1961 noch zweimal gegen die Celtics ins NBA-Finale, wo sie beide Male unterlagen. Ironischerweise wurde Bill Russell in beiden Fällen weithin als der beste Spieler beider Finalserien angesehen.
Pettit wurde während seiner Karriere zehnmal ins All NBA First Team gewählt (1955–1964). Zudem wurde er in jeder seiner 11 Spielzeiten für das NBA All-Star Game nominiert und wurde als erster Spieler viermal als MVP des All-Star Games ausgezeichnet, was seitdem ebenfalls lediglich Kobe Bryant glücken sollte. Pettit war der erste NBA-Spieler, der die 20.000 Punkte Marke erreichte. Bis heute hält er den drittbesten Karriere-Rebound-Durchschnitt nach Wilt Chamberlain und Bill Russell mit 16,2 Rebounds pro Spiel (Stand: 2020).
1971 wurde Pettit in die Naismith Memorial Basketball Hall of Fame aufgenommen.

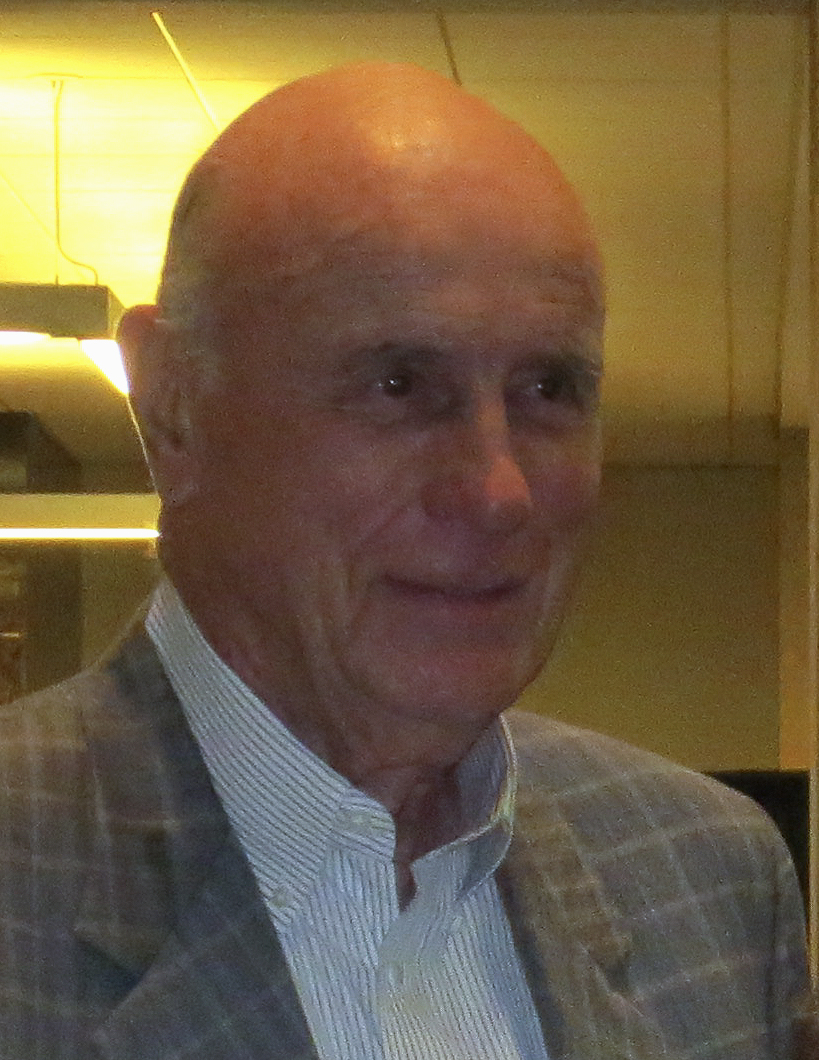
Bob Pettit (2013)